# Giancarlo Sbragia
Giancarlo Sbragia (né à Rome le 14 mars 1926 et mort dans la même ville le 28 juin 1994) est un acteur italien.

## Filmographie
- 1951 : Documento mensile n. 1 de Vittorio De Sica
- 1952 : Clandestino a Trieste de Guido Salvini
- 1958 : La congiura dei Borgia d'Antonio Racioppi
- 1959 : Les Loups dans l'abîme de Silvio Amadio
- 1960 : Messaline (Messalina Venere imperatrice) de Vittorio Cottafavi
- 1960 :  La Vengeance d'Hercule (La vendetta di Ercole) de Vittorio Cottafavi
- 1961 : Laura nuda, de Nicolò Ferrari
- 1962 : Foudres sur Babylone (Le sette folgori di Assur) de Silvio Amadio
- 1963 : Les Derniers Jours d'un empire (Il crollo di Roma) de Antonio Margheriti
- 1964 : La Fleur de l'âge, ou Les adolescentes (Le adolescenti) de Gian Vittorio Baldi
- 1964 : Senza sole né luna de Luciano Ricci
- 1966 : Francesco d'Assisi de  Liliana Cavani
- 1969 : Liebesvögel de Mario Caiano
- 1971 : Policeman de Sergio Rossi
- 1971 : Una farfalla con le ali insanguinate de Duccio Tessari
- 1971 : Le Saut de l'ange de Yves Boisset
- 1971 : Equinozio (it) de Maurizio Ponzi
- 1973 : Les Grands Fusils (Tony Arzenta - Big Guns) de Duccio Tessari
- 1976 : L'Ombre d'un tueur (Con la rabbia agli occhi) de Antonio Margheriti
- 1977 : Poliziotto sprint de Stelvio Massi
- 1977 : Mœurs cachées de la bourgeoisie (Ritratto di borghesia in nero) de Tonino Cervi
- 1988 : I cammelli de Giuseppe Bertolucci (1988)